# Conjugacions occitanes
Aquest article parla de la conjugació de verbs en un número de varietats de la llengua occitana, incloent l'occità antic. Cada forma verbal és acompanyada per la seva transcripció fonètica. És molt semblant al català i tot hom català parlant ho pot entendre més o mancu tot l'escrit.

## Primers verbs de grup (verbs en -ar)
Això és el grup la majoria dels verbs en occità. Hi ha exemples de tota classe.

### Parlar(Per "parlar")
| Aupenc | Auvernhàs | Gascon | Lemosin | Lengadocian | Provençau | Vell Occitan |
| Infinitiu | Infinitiu | Infinitiu | Infinitiu | Infinitiu | Infinitiu | Infinitiu |
| --- | --- | --- | --- | --- | --- | --- |
| parlar [paɾˈlaɾ] | parlar [paɾˈla] | parlar [paɾˈla] | parlar [paɾˈla] | parlar [paɾˈla] | parlar [paʀˈla] | parlar [paɾˈlaɾ] |
| Participi passat | | | | | | |
| parlat [paɾˈla] parlaa [paɾˈlaɔ] | parlat [paɾˈla] parlada [paɾˈladɔ]                                                                                                  | parlat [paɾˈlat] parlada [paɾˈlaðɔ]                                                                                               | parlat [paɾˈla] parlada [paɾˈladɔ]                                                                                                  | parlat [paɾˈlat] parlada [paɾˈlaðɔ] | parlat [paʀˈla] parlada [paʀˈladɔ] | parlat [paɾˈlat] parlada [paɾˈlada] |
| Participi present | | | | | | |
| parlant [paɾˈlant] | parlant [paɾˈlan] | parlant [paɾˈlan] | parlant [paɾˈlan] | parlant [paɾˈlant] | parlant [paʀˈlant] | parlan [paɾˈlan] |
| Imperatiu | | | | | | |
| parla! [ˈpaɾlɔ] parlem! [paɾˈlen] parlatz! [paɾˈlas]                                                                                      | parla! [ˈpaɾlɔ] parlassiam! [paɾlaˈsjan] parlatz! [paɾˈla]                                                                          | parla! [ˈpaɾlɔ] parlem! [paɾˈlem] parlatz! [paɾˈlats]                                                                             | parla! [ˈpaɾlɔ] parlem! [paɾˈlen] parlatz! [paɾˈla]                                                                                 | parla! [ˈpaɾlɔ] parlem! [paɾˈlen] parlatz! [paɾˈlats]                                                                                     | parla! [ˈpaʀlɔ] parlem! [paʀˈlen] parlatz! [paʀˈlas]                                                                                     | parla! [ˈpaɾla] parlem! [paɾˈlem] parlatz! [paɾˈlats]                                                                                   |
| Indicatiu present | | | | | | |
| parlo [ˈpaɾlu] parles [ˈpaɾles] parla [ˈpaɾlɔ] parlèm [paɾˈlɛn] parlètz [paɾˈlɛs] parlan [ˈpaɾlɔn]                                        | parle [ˈpaɾle] parles [ˈpaɾle] parla [ˈpaɾlɔ] parlam [paɾˈlan] parlatz [paɾˈla] parlon [ˈpaɾlu]                                     | parli [ˈpaɾli] parlas [ˈpaɾlɔs] parla [ˈpaɾlɔ] parlam [paɾˈlam] parlatz [paɾˈlats] parlan [ˈpaɾlɔn]                               | parle [ˈpaɾle] parlas [ˈpaɾla] parla [ˈpaɾlɔ] parlam [paɾˈlan] parlatz [paɾˈla] parlan [ˈpaɾlɔ]                                     | parli [ˈpaɾli] parlas [ˈpaɾlɔs] parla [ˈpaɾlɔ] parlam [paɾˈlan] parlatz [paɾˈlats] parlan [ˈpaɾlɔn]                                       | parle [ˈpaʀle] parles [ˈpaʀles] parla [ˈpaʀlɔ] parlam [paʀˈlan] parlatz [paʀˈlas] parlan [ˈpaʀlɔn]                                       | parli [ˈpaɾli] parlas [ˈpaɾlas] parla [ˈpaɾla] parlam [paɾˈlam] parlatz [paɾˈlats] parlan [ˈpaɾlan]                                     |
| Indicatiu imperfet | | | | | | |
| parlavo [paɾˈlavu] parlaves [paɾˈlaves] parlava [paɾˈlavɔ] parlaviam [paɾlaˈvjan] parlaviatz [paɾlaˈvjas] parlavan [paɾˈlavɔn]            | parlave [paɾˈlave] parlaves [paɾˈlave] parlava [paɾˈlavɔ] parlaviam [paɾlaˈvjan] parlaviatz [paɾlaˈvja] parlavon [paɾˈlavu]         | parlavi [paɾˈlawi] parlavas [paɾˈLleiɔs] parlava [paɾˈlleiɔ] parlàvam [paɾˈlleiɔm] parlàvatz [paɾˈlleiɔts] parlavan [paɾˈlleiɔn]  | parlava [paɾˈlavɔ] parlavas [paɾˈLava] parlava [paɾˈlavɔ] parlàvam [paɾˈlavan] parlàvatz [paɾˈlava] parlavan [paɾˈlavɔn]            | parlavi [paɾˈlaβi] parlavas [paɾˈlaβɔs] parlava [paɾˈlaβɔ] parlàvem [paɾˈlaβen] parlàvetz [paɾˈlaβets] parlavan [paɾˈlaβɔn]               | parlave [paʀˈlave] parlaves [paʀˈlaves] parlava [paʀˈlavɔ] parlaviam [paʀlaˈvjan] parlaviatz [paʀlaˈvjas] parlavan [paʀˈlavɔn]           | parlava [paɾˈLava] parlavas [paɾˈlaves] parlava [paɾˈlava] parlavam [paɾlaˈvam] parlavatz [paɾlaˈvats] parlavan [paɾˈlavan]             |
| Indicatiu pretèrit | | | | | | |
| parlèro [paɾˈlɛɾu] parlères [paɾˈlɛɾes] parlèc [paɾˈlɛk] parleriam [paɾleˈɾjan] parleriatz [paɾleˈɾjas] parlèron [paɾˈlɛɾun]              | parlere [paɾˈleɾe] parleres [paɾˈleɾe] parlet [paɾˈlet] parlem [paɾˈlen] parletz [paɾˈle] parleron [paɾˈleɾu]                       | parlèi [paɾˈlɛj] parlès [paɾˈlɛs] parlè [paɾˈlɛ] parlèm [paɾˈlɛm] parlètz [paɾˈlɛts] parlèn [paɾˈlɛn]                             | parlei [paɾˈlej] parleras [paɾˈleɾUn] parlet [paɾˈle] parlèram [paɾˈlɛɾɔn] parlèratz [paɾˈlɛɾun] parleran [paɾˈleɾɔ]                | parlèri [paɾˈlɛɾi] parlères [paɾˈlɛɾes] parlèt [paɾˈlɛt] parlèrem [paɾˈlɛɾen] parlèretz [paɾˈlɛɾets] parlèron [paɾˈlɛɾun]                 | parlère [paʀˈlɛɾe] parlères [paʀˈlɛɾes] parlèt [paʀˈlɛt] parleriam [paʀleˈɾjan] parleriatz [paʀleˈɾjas] parlèron [paʀˈlɛɾun]             | parlei [paɾˈlej] parlest [paɾˈlest] parlet [paɾˈlet] parlem [paɾˈlem] parletz [paɾˈlets] parleron [paɾˈleɾun]                           |
| Indicatiu futur | | | | | | |
| parlarai [paɾla'ɾaj] parlarás [paɾla'ɾes] parlará [paɾla'ɾe] parlarem [paɾla'ɾen] parlaretz [paɾla'ɾes] parlarán [paɾla'ɾen]              | parlarai [paɾla'ɾaj] parlarás [paɾla'ɾɔ] parlará [paɾla'ɾɔ] parlarem [paɾla'ɾen] parlaretz [paɾla'ɾe] parlarán [paɾla'ɾɔ]           | parlarèi [paɾla'ɾɛj] parlaràs [paɾla'ɾas] parlarà [paɾla'ɾa] parlaram [paɾla'ɾam] parlaratz [paɾla'ɾats] parlaràn [paɾla'ɾan]     | parlarai [paɾla'ɾaj] parlaràs [paɾla'ɾa] parlará [paɾla'ɾɔ] parlarem [paɾla'ɾen] parlaretz [paɾla'ɾe] parlarán [paɾla'ɾɔ]           | parlarai [paɾla'ɾaj] parlaràs [paɾla'ɾas] parlarà [paɾla'ɾa] parlarem [paɾla'ɾen] parlaretz [paɾla'ɾets] parlaràn [paɾla'ɾan]             | parlarai [paʀla'ɾaj] parlaràs [paʀla'ɾas] parlarà [paʀla'ɾa] parlarem [paʀla'ɾen] parlaretz [paʀla'ɾes] parlaràn [paʀla'ɾan]             | parlarai [paɾla'ɾaj] parlaràs [paɾla'ɾas] parlarà [paɾla'ɾa] parlarem [paɾla'ɾem] parlaretz [paɾla'ɾets] parlaràn [paɾla'ɾan]           |
| Condicional | | | | | | |
| parlariáu [paɾlaˈɾjew] parlariás [paɾlaˈɾjes] parlariá [paɾlaˈɾje] parlariam [paɾlaˈɾjan] parlariatz [paɾlaˈɾjas] parlarián [paɾlaˈɾjen]  | parlariá [paɾlaˈɾjɔ] parlariás [paɾlaˈɾjɔ] parlariá [paɾlaˈɾjɔ] parlariam [paɾlaˈɾjan] parlariatz [paɾlaˈɾja] parlarián [paɾlaˈɾjɔ] | parlarí [paɾlaˈɾi] parlarés [paɾlaˈɾes] parlaré [paɾlaˈɾe] parlarem [paɾlaˈɾem] parlaretz [paɾlaˈɾets] parlarén [paɾlaˈɾen]       | parlariá [paɾlaˈɾjɔ] parlariàs [paɾlaˈɾja] parlariá [paɾlaˈɾjɔ] parlariam [paɾlaˈɾjan] parlariatz [paɾlaˈɾja] parlarián [paɾlaˈɾjɔ] | parlariái [paɾlaˈɾjɔj] parlariás [paɾlaˈɾjɔs] parlariá [paɾlaˈɾjɔ] parlariam [paɾlaˈɾjan] parlariatz [paɾlaˈɾjats] parlarián [paɾlaˈɾjɔn] | parlariáu [paʀlaˈɾjew] parlariás [paʀlaˈɾjes] parlariá [paʀlaˈɾje] parlariam [paʀlaˈɾjan] parlariatz [paʀlaˈɾjas] parlarián [paʀlaˈɾjen] | parlaria [paɾlaˈɾia] parlarias [paɾlaˈɾias] parlaria [paɾlaˈɾia] parlariam [paɾlaˈɾjam] parlariatz [paɾlaˈɾjats] parlarian [paɾlaˈɾian] |
| Subjuntiu present | | | | | | |
| parlo [ˈpaɾlu] parles [ˈpaɾles] parle [ˈpaɾle] parlem [paɾˈlen] parletz [paɾˈles] parlan [ˈpaɾlɔn]                                        | parle [ˈpaɾle] parles [ˈpaɾle] parle [ˈpaɾle] parlassiam [paɾlaˈsjan] parlassiatz [paɾlaˈsja] parlon [ˈpaɾlu]                       | parli [ˈpaɾli] parles [ˈpaɾles] parle [ˈpaɾle] parlem [paɾˈlem] parletz [paɾˈDeixa] parlen [ˈpaɾlen]                              | parle [ˈpaɾle] parles [ˈpaɾle] parle [ˈpaɾle] parlem [paɾˈlen] parletz [paɾˈle] parlen [ˈpaɾle]                                     | parle [ˈpaɾle] parles [ˈpaɾles] parle [ˈpaɾle] parlem [paɾˈlen] parletz [paɾˈDeixa] parlen [ˈpaɾlen]                                      | parle [ˈpaʀle] parles [ˈpaʀles] parle [ˈpaʀle] parlem [paʀˈlen] parletz [paʀˈles] parlan [ˈpaʀlɔn]                                       | parle [ˈpaɾle] parles [ˈpaɾles] parle [ˈpaɾle] parlem [paɾˈlem] parletz [paɾˈDeixa] parlen [ˈpaɾlen]                                    |
| Subjuntiu imperfet | | | | | | |
| parlèssio [paɾˈlɛsju] parlèssias [paɾˈlɛsis] parlèssia [paɾˈlɛsi] parlessiam [paɾleˈsjan] parlessiatz [paɾleˈsjas] parlèssian [paɾˈlɛsin] | parlesse [paɾˈlese] parlesses [paɾˈlese] parlesse [paɾˈlese] parlessiam [paɾleˈsjan] parlessiatz [paɾleˈsja] parlesson [paɾˈlesu]   | parlèssi [paɾˈlɛsi] parlèsses [paɾˈlɛses] parlèsse [paɾˈlɛse] parlèssem [paɾˈlɛsem] parlèssetz [paɾˈlɛsets] parlèssen [paɾˈlɛsen] | parlèsse [paɾˈlɛse] parlèsses [paɾˈlɛse] parlèsse [paɾˈlɛse] parlèssem [paɾˈlɛsen] parlèssetz [paɾˈlɛse] parlèssen [paɾˈlɛse]       | parlèssi [paɾˈlɛsi] parlèsses [paɾˈlɛses] parlèsse [paɾˈlɛse] parlèssem [paɾˈlɛsen] parlèssetz [paɾˈlɛsets] parlèsson [paɾˈlɛsol]         | parlèsse [paʀˈlɛse] parlèsses [paʀˈlɛses] parlèsse [paʀˈlɛse] parlessiam [paʀleˈsjan] parlessiatz [paʀleˈsjas] parlèsson [paʀˈlɛsun]     | parlés [paɾˈles] parlesses [paɾˈleses] parlés [paɾˈles] parlessem [paɾleˈsen] parlessetz [paɾleˈsets] parlessen [paɾˈlesen]             |
| Futur del passat | | | | | | |
| | | parlèri [paɾˈlɛɾi] parlères [paɾˈlɛɾes] parlère [paɾˈlɛɾe] parlèrem [paɾˈlɛɾem] parlèretz [paɾˈlɛɾets] parlèren [paɾˈlɛɾen]       | | | | |

## Segon grup de verbs (verbs en -ir)
Aquest és el segon grup de verbs regulars, i cal destacar que és el segon més gran. Els exemples inclouen finir ("acabar"), partir ("deixar"), fugir ("fugir") i morir ("morir"). Fins i tot encara que l'últim tres normalment donan part, fug i mòr al tercer singular de persona de present indicative, en un nombre de parts d'Occitània també seran declinats utilitzant el augment -iss-, per això donant partís, fugís i morís.

### Verbs amb un radical:sentir("sentir")
| Aupenc | Auvernhàs | Gascon | Lemosin | Lengadocian | Provençau | Vell Occitan |
| Infinitiu | Infinitiu | Infinitiu | Infinitiu | Infinitiu | Infinitiu | Infinitiu |
| --- | --- | --- | --- | --- | --- | --- |
| sentir [senˈtiɾ] | sentir [senˈti] | sentir [senˈti] | sentir [senˈti] | sentir [senˈti] | sentir [senˈti] | sentir [senˈtiɾ] |
| Participi passat | | | | | | |
| sentit [senˈti] sentia [senˈtiɔ] | sentit [senˈti] sentida [senˈtidɔ] | sentit [senˈtit] sentida [senˈtiðɔ]                                                                                               | sentit [senˈti] sentida [senˈtidɔ]                                                                                                  | sentit [senˈtit] sentida [senˈtiðɔ] | sentit [senˈti] sentida [senˈtidɔ] | sentit [senˈtit] sentida [senˈtida] |
| Participi present | | | | | | |
| sentent [senˈtent] | sentent [senˈten] | sentint [senˈtint] | sentent [senˈten] | sentent [senˈtent] | sentent [senˈtent] | senten [senˈten] |
| Imperatiu | | | | | | |
| sente! [ˈsente] sentem! [senˈten] sentètz! [senˈtɛs]                                                                                      | sent! [sen] sentiguessiam! [sentigeˈsjan] sentetz! [senˈte] | sent! [sebt] sentim! [senˈtim] sentitz! [senˈtits]                                                                                | sent! [sen] sentam! [senˈtan] sentetz! [senˈte]                                                                                     | sent! [sent] sentam! [senˈtan] sentètz! [senˈtɛts] | sente! [ˈsente] sentem! [senˈten] sentètz! [senˈtɛs] | sent! [sent] sentam! [senˈtam] sentetz! [senˈtets]                                                                                      |
| Indicatiu present | | | | | | |
| sento [ˈsentu] sentes [ˈsentes] sente [ˈsente] sentèm [senˈtɛn] sentètz [senˈtɛs] senton [ˈsentun]                                        | sente [ˈsente] sentes [ˈsente] sent [enviat] sentam [senˈtan] sentetz [senˈte] senton [ˈsentu]                                                                  | senti [ˈsenti] sentes [ˈsentes] sent [sent] sentim [senˈtim] sentitz [senˈtits] senten [ˈsenten]                                  | sente [ˈsente] sentes [ˈsentej] sent [sen] sentem [senˈten] sentetz [senˈtej] senten [ˈsente]                                       | senti [ˈsenti] sentes [ˈsentes] sent [sent] sentèm [senˈtɛn] sentètz [senˈtɛts] senton [ˈsentun]                                                                | sente [ˈsente] sentes [ˈsentes] sent [sent] sentèm [senˈtɛn] sentètz [senˈtɛs] senton [ˈsentun]                                                                    | sent [sent] sentz [sents] sent [sent] sentem [senˈtem] sentetz [senˈtets] senton [ˈsentun]                                              |
| Indicatiu imperfet | | | | | | |
| sentiáu [senˈtjew] sentiás [senˈtjes] sentiá [senˈtje] sentiam [senˈtjan] sentiatz [senˈtjas] sentián [senˈtjen]                          | sentiá [senˈtjɔ] sentiàs [senˈtja] sentiá [senˈtjɔ] sentiam [senˈtjan] sentiatz [senˈtja] sentián [senˈtjɔ]                                                     | sentivi [senˈtiwi] sentivas [senˈtiwɔs] sentiva [senˈtiwɔ] sentívam [senˈtiwam] sentívatz [senˈtiwats] sentivan [senˈtiwɔn]       | sentiá [senˈtjɔ] sentiàs [senˈtja] sentiá [senˈtjɔ] sentiam [senˈtjan] sentiatz [senˈtja] sentián [senˈtjɔ]                         | sentiái [senˈtjɔj] sentiás [senˈtjɔs] sentiá [senˈtjɔ] sentiam [senˈtjan] sentiatz [senˈtjats] sentián [senˈtjɔn]                                               | sentiáu [senˈtjew] sentiás [senˈtjes] sentiá [senˈtje] sentiam [senˈtjan] sentiatz [senˈtjas] sentián [senˈtjen]                                                   | sentia [senˈtia] sentias [senˈtias] sentia [senˈtia] sentiam [senˈtjam] sentiatz [senˈtjats] sentian [senˈtian]                         |
| Indicatiu pretèrit | | | | | | |
| sentèro [senˈtɛɾu] sentères [senˈtɛɾes] sentèc [senˈtɛk] senteriam [senteˈɾjan] senteriatz [senteˈɾias] sentèron [senˈtɛɾun]              | sentiguere [sentiˈgeɾe] sentigueres [sentiˈgeɾe] sentiguet [sentiˈget] sentiguem [sentiˈgen] sentiguetz [sentiˈge] sentigueron [sentiˈgeɾu]                     | sentii [senˈtiji] sentís [senˈtis] sentí [senˈti] sentim [senˈtim] sentitz [senˈtits] sentín [senˈtin]                            | sentei [senˈtej] senteras [senˈteɾa] sentet [senˈte] sentèram [senˈtɛɾan] sentèratz [senˈtɛɾa] senteran [senˈteɾɔ]                  | sentiguèri [sentiˈgɛɾi] sentiguères [sentiˈgɛɾes] sentiguèt [sentiˈgɛt] sentiguèrem [sentiˈgɛɾen] sentiguèretz [sentiˈgɛɾets] sentiguèron [sentiˈgɛɾun]         | sentiguère [sentiˈgɛɾe] sentiguères [sentiˈgɛɾes] sentiguèt [sentiˈgɛt] sentigueriam [sentigeˈɾjan] sentigueriatz [sentigeˈɾias] sentiguèron [sentiˈgɛɾun]         | sentí [senˈti] sentist [senˈtist] sentit [senˈtit] sentim [senˈtim] sentitz [senˈtits] sentiron [senˈtiɾun]                             |
| Indicatiu futur | | | | | | |
| sentirai [senti'ɾaj] sentirás [senti'ɾes] sentirá [senti'ɾe] sentirem [senti'ɾen] sentiretz [senti'ɾes] sentirán [senti'ɾen]              | sentirai [senti'ɾaj] sentiràs [senti'ɾa] sentirà [senti'ɾɔ] sentirem [senti'ɾen] sentiretz [senti'ɾe] sentirán [senti'ɾɔ]                                       | sentirèi [senti'ɾɛj] sentiràs [senti'ɾas] sentirà [senti'ɾa] sentiram [senti'ɾam] sentiratz [senti'ɾats] sentiràn [senti'ɾan]     | sentirai [senti'ɾaj] sentiràs [senti'ɾa] sentirá [senti'ɾɔ] sentirem [senti'ɾen] sentiretz [senti'ɾe] sentirán [senti'ɾɔ]           | sentirai [senti'ɾaj] sentiràs [senti'ɾas] sentirà [senti'ɾa] sentirem [senti'ɾen] sentiretz [senti'ɾets] sentiràn [senti'ɾan]                                   | sentirai [senti'ɾaj] sentiràs [senti'ɾas] sentirà [senti'ɾa] sentirem [senti'ɾen] sentiretz [senti'ɾes] sentiràn [senti'ɾan]                                       | sentirai [senti'ɾaj] sentiràs [senti'ɾas] sentirà [senti'ɾa] sentiram [senti'ɾam] sentiratz [senti'ɾats] sentiràn [senti'ɾan]           |
| Condicional | | | | | | |
| sentiriáu [sentiˈɾjew] sentiriás [sentiˈɾjes] sentiriá [sentiˈɾje] sentiriam [sentiˈɾjan] sentiriatz [sentiˈɾjas] sentirián [sentiˈɾjen]  | sentiriá [sentiˈɾjɔ] sentiriás [sentiˈɾjɔ] sentiriá [sentiˈɾjɔ] sentiriam [sentiˈɾjan] sentiriatz [sentiˈɾja] sentirián [sentiˈɾjɔ]                             | sentirí [sentiˈɾi] sentirés [sentiˈɾes] sentiré [sentiˈɾe] sentirem [sentiˈɾem] sentiretz [sentiˈɾets] sentirén [sentiˈɾen]       | sentiriá [sentiˈɾjɔ] sentiriàs [sentiˈɾja] sentiriá [sentiˈɾjɔ] sentiriam [sentiˈɾjan] sentiriatz [sentiˈɾja] sentirián [sentiˈɾjɔ] | sentiriái [sentiˈɾjɔj] sentiriás [sentiˈɾjɔs] sentiriá [sentiˈɾjɔ] sentiriam [sentiˈɾjan] sentiriatz [sentiˈɾjats] sentirián [sentiˈɾjɔn]                       | sentiriáu [sentiˈɾjew] sentiriás [sentiˈɾjes] sentiriá [sentiˈɾje] sentiriam [sentiˈɾjan] sentiriatz [sentiˈɾjas] sentirián [sentiˈɾjen]                           | sentiria [sentiˈɾia] sentirias [sentiˈɾias] sentiria [sentiˈɾia] sentiriam [sentiˈɾjam] sentiriatz [sentiˈɾjats] sentirian [sentiˈɾian] |
| Subjuntiu present | | | | | | |
| sèntio [ˈsɛntju] sèntias [ˈsɛntis] sèntia [ˈsɛnti] sentiam [senˈtjan] sentiatz [senˈtjas] sèntian [ˈsɛntin]                               | séntie [ˈsentje] sénties [ˈsentje] séntie [ˈsentje] sentiguessiam [sentigeˈsjan] sentiguessiatz [sentigeˈsja] séntion [ˈsentju]                                 | sénti [ˈsenti] sentias [ˈsentjɔs] sentia [ˈsentjɔ] sentiam [senˈtjam] sentiatz [senˈtjats] sentian [ˈsentjɔn]                     | senta [ˈsentɔ] sentas [ˈsenta] senta [ˈsentɔ] sentam [senˈtan] sentatz [senˈta] sentan [ˈsentɔ]                                     | senta [ˈsentɔ] sentas [ˈsentɔs] senta [ˈsentɔ] sentam [senˈtan] sentatz [senˈtats] sentan [ˈsentɔn]                                                             | sente [ˈsente] sentes [ˈsentes] sente [ˈsente] sentem [senˈten] sentetz [senˈtes] sentan [ˈsentɔn]                                                                 | senta [ˈsenta] sentas [ˈsentas] senta [ˈsenta] sentam [senˈtam] sentatz [senˈtats] sentan [ˈsentan]                                     |
| Subjuntiu imperfet | | | | | | |
| sentèssio [senˈtɛsju] sentèssias [senˈtɛsis] sentèssia [senˈtɛsi] sentessiam [senteˈsjan] sentessiatz [senteˈsjas] sentèssian [senˈtɛsin] | sentiguesse [sentiˈgese] sentiguesses [sentiˈgese] sentiguesse [sentiˈgese] sentiguessiam [sentigeˈsjan] sentiguessiatz [sentigeˈsja] sentiguesson [sentiˈgesu] | sentissi [senˈtisi] sentisses [senˈtises] sentisse [senˈtise] sentíssem [senˈtisem] sentíssetz [senˈtisets] sentissen [senˈtisen] | sentèsse [senˈtɛse] sentèsses [senˈtɛse] sentèsse [senˈtɛse] sentèssem [senˈtɛsen] sentèssetz [senˈtɛse] sentèssen [senˈtɛse]       | sentiguèssi [sentiˈgɛsi] sentiguèsses [sentiˈgɛses] sentiguèsse [sentiˈgɛse] sentiguèssem [sentiˈgɛsen] sentiguèssetz [sentiˈgɛsets] sentiguèsson [sentiˈgɛsun] | sentiguèsse [sentiˈgɛse] sentiguèsses [sentiˈgɛses] sentiguèsse [sentiˈgɛse] sentiguessiam [sentigeˈsjan] sentiguessiatz [sentigeˈsjas] sentiguèsson [sentiˈgɛsun] | sentís [senˈtis] sentisses [senˈtises] sentís [senˈtis] sentissem [sentiˈsem] sentissetz [sentiˈsets] sentissen [senˈtisen]             |
| Futur del passat | | | | | | |
| | | sentiri [senˈtiɾi] sentires [senˈtiɾes] sentire [senˈtiɾe] sentírem [senˈtiɾem] sentíretz [senˈtiɾets] sentiren [senˈtiɾen]       | | | | |

### Verbs amb dos radicals:bastir("construir")
Aquests verbs tenen un radical bàsic (bast-) i un radical estès (bastiss-), dins que el augment -iss- deriva del sufix llatí incoatiu -esc-.
| Aupenc | Auvernhàs | Gascon | Lemosin | Lengadocian | Provençau | Vell Occitan |
| Infinitiu | Infinitiu | Infinitiu | Infinitiu | Infinitiu | Infinitiu | Infinitiu |
| --- | --- | --- | --- | --- | --- | --- |
| bastir [basˈtiɾ] | bastir [basˈti] | bastir [basˈti] | bastir [basˈti] | bastir [basˈti] | bastir [basˈti] | bastir [basˈtiɾ] |
| Participi passat | | | | | | |
| bastit [basˈti] bastia [basˈtiɔ] | bastit [basˈti] bastida [basˈtidɔ] | bastit [basˈtit] bastida [basˈtiðɔ] | bastit [ba:ˈti] bastida [ba:ˈtidɔ] | bastit [basˈtit] bastida [basˈtiðɔ] | bastit [basˈti] bastida [basˈtidɔ] | bastit [basˈtit] bastida [basˈtida] |
| Participi present | | | | | | |
| bastissent [bastiˈsent] | bastissent [bastiˈsen] | bastint [basˈtint] | bastissent [ba:tiˈsen] | bastissent [bastiˈsent] | bastissent [bastiˈsent] | bastissen [bastiˈsen] |
| Imperatiu | | | | | | |
| bastís! [basˈtis] bastissèm! [bastiˈsɛn] bastissètz! [bastiˈsɛs] | bastís! [basˈti] bastiguessiam! [bastigeˈsjan] bastissetz! [bastiˈse]                                                                                           | basteish! [basˈteʃ] bastim! [basˈtim] bastitz! [basˈtits]                                                                                | bastís! [ba:ˈti] bastissam! [ba:tiˈsan] bastissetz! [ba:tiˈse]                                                                                              | bastís! [basˈtis] bastiscam! [bastisˈkan] bastissètz! [bastiˈsɛts]                                                                                              | bastisse! [basˈtise] bastissèm! [bastiˈsɛn] bastissètz! [bastiˈsɛs]                                                                                                | bastís! [basˈtis] bastiscam! [bastisˈkam] bastetz! [basˈtets]                                                                           |
| Indicatiu present | | | | | | |
| bastisso [basˈtisu] bastisses [basˈtises] bastís [basˈtis] bastissèm [basˈtisɛn] bastissètz [bastiˈsɛs] bastisson [basˈtisun]                                             | bastisse [basˈtise] bastisses [basˈtise] bastís [basˈtis] bastissam [basˈtisan] bastissetz [bastiˈse] bastisson [basˈtisu]                                      | basteishi [basˈteʃi] basteishes [basˈteʃes] basteish [basˈteʃ] basteishem [basteˈʃem] basteishetz [basteˈʃets] basteishen [basˈteʃen]    | bastisse [ba:ˈtise] bastisses [ba:ˈtisej] bastís [ba:ˈti] bastissem [ba:tiˈsen] bastissetz [ba:tiˈsej] bastissen [ba:ˈtise]                                 | bastissi [basˈtisi] bastisses [basˈtises] bastís [basˈtis] bastissèm [bastiˈsɛn] bastissètz [basti'sɛts] bastisson [basˈtisun]                                  | bastisse [basˈtise] bastisses [basˈtises] bastís [basˈtis] bastissèm [basˈtisɛn] bastissètz [basti'sɛs] bastisson [basˈtisun]                                      | bastisc [basˈtisk] bastisses [basˈtises] bastís [basˈtis] bastem [basˈten] bastetz [bas'tets] bastiscon [basˈtiskun]                    |
| Indicatiu imperfet | | | | | | |
| bastissiáu [bastiˈsjew] bastissiás [bastiˈsjes] bastissiá [bastiˈsje] bastissiam [bastiˈsjan] bastissiatz [bastiˈsjas] bastissián [bastiˈsjen]                            | bastissiá [bastiˈsjɔ] bastissiàs [bastiˈsja] bastissiá [bastiˈsjɔ] bastissiam [bastiˈsjan] bastissiatz [bastiˈsja] bastissián [bastiˈsjɔ]                       | bastivi [basˈtiwi] bastivas [basˈtiwɔs] bastiva [basˈtiwɔ] bastívam [basˈtiwam] bastívatz [basˈtiwats] bastivan [basˈtiwɔn]              | bastissiá [ba:tiˈsjɔ] bastissiàs [ba:tiˈsja] bastissiá [ba:tiˈsjɔ] bastissiam [ba:tiˈsjan] bastissiatz [ba:tiˈsja] bastissián [ba:tiˈsjɔ]                   | bastissiái [bastiˈsjɔj] bastissiás [bastiˈsjɔs] bastissiá [bastiˈsjɔ] bastissiam [bastiˈsjan] bastissiatz [bastiˈsjats] bastissián [bastiˈsjɔn]                 | bastissiáu [bastiˈsjew] bastissiás [bastiˈsjes] bastissiá [bastiˈsje] bastissiam [bastiˈsjan] bastissiatz [bastiˈsjas] bastissián [bastiˈsjen]                     | bastia [basˈtia] bastias [basˈtias] bastia [basˈtia] bastiam [basˈtjam] bastiatz [basˈtjats] bastian [basˈtian]                         |
| Indicatiu pretèrit | | | | | | |
| bastissèro [bastiˈsɛɾu] bastissères [bastiˈsɛɾes] bastissèc [bastiˈsɛk] bastisseriam [bastiseˈɾjan] bastisseriatz [bastiseˈɾias] bastissèron [bastiˈsɛɾun]                | bastiguere [bastiˈgeɾe] bastigueres [bastiˈgeɾe] bastiguet [bastiˈget] bastiguem [bastiˈgen] bastiguetz [bastiˈge] bastigueron [bastiˈgeɾu]                     | bastii [basˈtiji] bastís [basˈtis] bastí [basˈti] bastim [basˈtim] bastitz [basˈtits] bastín [basˈtin]                                   | bastiguei [ba:tiˈgej] bastigueras [ba:tiˈgeɾa] bastiguet [ba:tiˈge] bastiguèram [ba:tiˈgɛɾun] bastiguèratz [ba:tiˈgɛɾa] bastigueran [ba:tiˈgeɾɔ]            | bastiguèri [bastiˈɣɛɾi] bastiguères [bastiˈɣɛɾes] bastiguèt [bastiˈɣɛt] bastiguèrem [bastiˈɣɛɾen] bastiguèretz [bastiˈɣɛɾets] bastiguèron [bastiˈɣɛɾun]         | bastiguère [bastiˈgɛɾe] bastiguères [bastiˈgɛɾes] bastiguèt [bastiˈgɛt] bastigueriam [bastigeˈɾjan] bastigueriatz [bastigeˈɾias] bastiguèron [bastiˈgɛɾun]         | bastí [basˈti] bastist [basˈtist] bastit [basˈtit] bastim [basˈtim] bastitz [basˈtits] bastiron [basˈtiɾun]                             |
| Indicatiu futur | | | | | | |
| bastirai [basti'ɾaj] bastirás [basti'ɾes] bastirá [basti'ɾe] bastirem [basti'ɾen] bastiretz [basti'ɾes] bastirán [basti'ɾen]                                              | bastirai [basti'ɾaj] bastiràs [basti'ɾa] bastirà [basti'ɾɔ] bastirem [basti'ɾen] bastiretz [basti'ɾe] bastirán [basti'ɾɔ]                                       | bastirèi [basti'ɾɛj] bastiràs [basti'ɾas] bastirà [basti'ɾa] bastiram [basti'ɾam] bastiratz [basti'ɾats] bastiràn [basti'ɾan]            | bastirai [ba:ti'ɾaj] bastiràs [ba:ti'ɾa] bastirá [ba:ti'ɾɔ] bastirem [ba:ti'ɾen] bastiretz [ba:ti'ɾe] bastirán [ba:ti'ɾɔ]                                   | bastirai [basti'ɾaj] bastiràs [basti'ɾas] bastirà [basti'ɾa] bastirem [basti'ɾen] bastiretz [basti'ɾets] bastiràn [basti'ɾan]                                   | bastirai [basti'ɾaj] bastiràs [basti'ɾas] bastirà [basti'ɾa] bastirem [basti'ɾen] bastiretz [basti'ɾes] bastiràn [basti'ɾan]                                       | bastirai [basti'ɾaj] bastiràs [basti'ɾas] bastirà [basti'ɾa] bastirem [basti'ɾem] bastiretz [basti'ɾets] bastiràn [basti'ɾan]           |
| Condicional | | | | | | |
| bastiriáu [bastiˈɾjew] bastiriás [bastiˈɾjes] bastiriá [bastiˈɾje] bastiriam [bastiˈɾjan] bastiriatz [bastiˈɾjas] bastirián [bastiˈɾjen]                                  | bastiriá [bastiˈɾjɔ] bastiriás [bastiˈɾjɔ] bastiriá [bastiˈɾjɔ] bastiriam [bastiˈɾjan] bastiriatz [bastiˈɾja] bastirián [bastiˈɾjɔ]                             | bastirí [bastiˈɾi] bastirés [bastiˈɾes] bastiré [bastiˈɾe] bastirem [bastiˈɾem] bastiretz [bastiˈɾets] bastirén [bastiˈɾen]              | bastiriá [ba:tiˈɾjɔ] bastiriàs [ba:tiˈɾja] bastiriá [ba:tiˈɾjɔ] bastiriam [ba:tiˈɾjan] bastiriatz [ba:tiˈɾja] bastirián [ba:tiˈɾjɔ]                         | bastiriái [bastiˈɾjɔj] bastiriás [bastiˈɾjɔs] bastiriá [bastiˈɾjɔ] bastiriam [bastiˈɾjan] bastiriatz [bastiˈɾjats] bastirián [bastiˈɾjɔn]                       | bastiriáu [bastiˈɾjew] bastiriás [bastiˈɾjes] bastiriá [bastiˈɾje] bastiriam [bastiˈɾjan] bastiriatz [bastiˈɾjas] bastirián [bastiˈɾjen]                           | bastiria [bastiˈɾia] bastirias [bastiˈɾias] bastiria [bastiˈɾia] bastiriam [bastiˈɾjam] bastiriatz [bastiˈɾjats] bastirian [bastiˈɾian] |
| Subjuntiu present | | | | | | |
| bastíssio [basˈtisju] bastíssias [basˈtisis] bastíssia [basˈtisi] bastissiam [bastiˈsjan] bastissiatz [bastiˈsjas] bastíssian [basˈtisin]                                 | bastíssie [basˈtisje] bastíssies [basˈtisje] bastíssie [basˈtisje] bastiguessiam [bastigeˈsjan] bastiguessiatz [bastigeˈsja] bastíssion [basˈtisju]             | bastesqui [basˈteski] bastescas [basˈteskɔs] bastesca [basˈteskɔ] bastescam [bastesˈkam] bastescatz [bastesˈkats] bastescan [basˈteskɔn] | bastissa [ba:ˈtisɔ] bastissas [ba:ˈtisa] bastissa [ba:ˈtisɔ] bastissam [ba:tiˈsan] bastissatz [ba:tiˈsa] bastissan [ba:ˈtisɔ]                               | bastisca [basˈtiskɔ] bastiscas [basˈtiskɔs] bastisca [basˈtiskɔ] bastiscam [bastisˈkan] bastiscatz [bastisˈkats] bastiscan [basˈtiskɔn]                         | bastigue [basˈtige] bastigues [basˈtiges] bastigue [basˈtige] bastiguem [bastiˈgen] bastiguetz [bastiˈges] bastigan [basˈtigɔn]                                    | bastisca [basˈtiska] bastiscas [basˈtiskas] bastisca [basˈtiska] bastam [basˈtam] bastatz [basˈtats] bastiscan [basˈtiskan]             |
| Subjuntiu imperfet | | | | | | |
| bastissèssio [bastiˈsɛsju] bastissèssias [bastiˈsɛsis] bastissèssia [bastiˈsɛsi] bastissessiam [bastisseˈsjan] bastissessiatz [bastisseˈsjas] bastissèssian [bastiˈsɛsin] | bastiguesse [bastiˈgese] bastiguesses [bastiˈgese] bastiguesse [bastiˈgese] bastiguessiam [bastigeˈsjan] bastiguessiatz [bastigeˈsja] bastiguesson [bastiˈgesu] | bastissi [basˈtisi] bastisses [basˈtises] bastisse [basˈtise] bastíssem [basˈtisem] bastíssetz [basˈtisets] bastissen [basˈtisen]        | bastiguèsse [ba:tiˈgɛse] bastiguèsses [ba:tiˈgɛse] bastiguèsse [ba:tiˈgɛse] bastiguèssem [ba:tiˈgɛsen] bastiguèssetz [ba:tiˈgɛse] bastiguèssen [ba:tiˈgɛse] | bastiguèssi [bastiˈgɛsi] bastiguèsses [bastiˈgɛses] bastiguèsse [bastiˈgɛse] bastiguèssem [bastiˈgɛsen] bastiguèssetz [bastiˈgɛsets] bastiguèsson [bastiˈgɛsun] | bastiguèsse [bastiˈgɛse] bastiguèsses [bastiˈgɛses] bastiguèsse [bastiˈgɛse] bastiguessiam [bastigeˈsjan] bastiguessiatz [bastigeˈsjas] bastiguèsson [bastiˈgɛsun] | bastís [basˈtis] bastisses [basˈtises] bastís [basˈtis] bastissem [bastiˈsem] bastissetz [bastiˈsets] bastissen [basˈtisen]             |
| Futur del passat | | | | | | |
| | | bastiri [basˈtiɾi] bastires [basˈtiɾes] bastire [basˈtiɾe] bastírem [basˈtiɾem] bastíretz [basˈtiɾets] bastiren [basˈtiɾen]              | | | | |

## Tercer grup de verbs (-re verbs)
Aquest és el tercer grup de verbs regulars de la llengua occitana. La lletra immediatament abans del -re al final és sempre una consonant. Els exemples inclouen pèrdre ("perdre"), recebre ("rebre"), medre ("collir") i sègre ("seguir"). Si la consonant és un b o un g, llavors la tercera persona singular del present de l'indicatiu serà escrita amb un p o un c en comptes d'això. Consegüentment, recebre i sègre donaran recep i sèc mentre pèrdre i medre esdevindran pèrd i med, respectivament.

### Batre("batre")
| Aupenc | Auvernhàs | Gascon | Lemosin | Lengadocian | Provençau | Vell Occitan |
| Infinitiu | Infinitiu | Infinitiu | Infinitiu | Infinitiu | Infinitiu | Infinitiu |
| --- | --- | --- | --- | --- | --- | --- |
| batre [ˈbatɾe] | batre [ˈbatɾe] | bàter [ˈbate] | batre [ˈbatɾe] | batre [ˈbatɾe] | batre [ˈbatɾe] | batre [ˈbatɾe]                                                                                                  |
| Participi passat | | | | | | |
| batut [baˈty] batua [baˈtyɔ]                                                                                                  | batut [baˈty] batuda [baˈtydɔ] | batut [baˈtyt] batuda [baˈtyðɔ]                                                                                       | batut [baˈty] batuda [baˈtydɔ]                                                                                    | batut [baˈtyt] batuda [baˈtyðɔ]                                                                                       | batut [baˈty] batuda [baˈtydɔ] | batut [baˈtyt] batuda [baˈtyda]                                                                                 |
| Participi present | | | | | | |
| batent [baˈtent] | batent [baˈten] | batent [baˈtent] | batent [baˈten]                                                                                                   | batent [baˈtent] | batent [baˈtent] | baten [baˈten]                                                                                                  |
| Imperatiu | | | | | | |
| bate! [ˈbate] batem! [baˈten] batètz! [baˈtɛs]                                                                                | bat! [bat] bateguessiam! [bategeˈsjan] batetz! [baˈte]                                                                                              | bat! [bat] batiam! [baˈtjam] batetz! [baˈtets]                                                                        | bat! [ba] batam! [baˈtan] batetz! [baˈte]                                                                         | bat! [bat] batam! [baˈtan] batètz! [baˈtɛts]                                                                          | bate! [ˈbate] batem! [baˈten] batètz! [baˈtɛs] | bat! [bat] batam! [baˈtam] batetz! [baˈtets]                                                                    |
| Indicatiu present | | | | | | |
| bato [ˈbatu] bates [ˈbates] bate [ˈbate] batèm [baˈtɛn] batètz [baˈtɛs] baton [ˈbatun]                                        | bate [ˈbate] bates [ˈbate] bat [bat] batam [baˈtan] batetz [baˈte] baton [ˈbatu]                                                                    | bati [ˈbati] bates [ˈbates] bat [bat] batem [baˈtem] batetz [baˈtets] baten [ˈbaten]                                  | bate [ˈbate] bates [ˈbatej] bat [bat] batem [baˈdeu] batetz [baˈtej] baton [ˈbatu]                                | bati [ˈbati] bates [ˈbates] bat [bat] batèm [baˈtɛn] batètz [baˈtɛts] baton [ˈbatun]                                  | bate [ˈbate] bates [ˈbates] bat [bat] batèm [baˈtɛn] batètz [baˈtɛs] baton [ˈbatun]                                                                    | bati [ˈbati] batz [ˈbats] bat [bat] batem [baˈtem] batetz [baˈtets] baton [ˈbatun]                              |
| Indicatiu imperfet | | | | | | |
| batiáu [baˈtjew] batiás [baˈtjes] batiá [baˈtje] batiam [baˈtjan] batiatz [baˈtjas] batián [baˈtjen]                          | batiá [baˈtjɔ] batiàs [baˈtja] batiá [baˈtjɔ] batiam [baˈtjan] batia [baˈtjats] batián [baˈtjɔ]                                                     | batèvi [baˈtɛwi] batèvas [baˈtɛwɔs] batèva [baˈtɛwɔ] batèvam [baˈtɛwam] batèvatz [baˈtɛwats] batèvan [baˈtɛwɔn]       | batiá [baˈtjɔ] batiàs [baˈtja] batiá [baˈtjɔ] batiam [baˈtjan] batiatz [baˈtja] batián [baˈtjɔ]                   | batiái [baˈtjɔj] batiás [baˈtjɔs] batiá [baˈtjɔ] batiam [baˈtjan] batiatz [baˈtjats] batián [baˈtjɔn]                 | batiáu [baˈtjew] batiás [baˈtjes] batiá [baˈtje] batiam [baˈtjan] batiatz [baˈtjas] batián [baˈtjen]                                                   | batia [baˈtia] batias [baˈtias] batia [baˈtia] batiam [baˈtjam] batiatz [baˈtjats] batian [baˈtian]             |
| Indicatiu passat | | | | | | |
| batèro [baˈtɛɾu] batères [baˈtɛɾes] batèc [baˈtɛk] bateriam [bateˈrjan] bateriatz [bateˈrjas] batèron [baˈtɛɾun]              | bateguere [bateˈgere] bategueres [bateˈgeɾe] bateguet [bateˈget] bateguem [bateˈgen] bateguetz [bateˈge] bategueron [bateˈgeɾu]                     | batoi [baˈtuj] batós [baˈtus] bató [baˈtu] batom [baˈtum] batotz [baˈtuts] batón [baˈtun]                             | batei [baˈtej] bateras [baˈteɾa] batet [baˈte] batèram [baˈtɛɾan] batèratz [baˈtɛɾa] batèran [baˈtɛɾɔ]            | batèri [baˈtɛɾi] batères [baˈtɛɾes] batèt [baˈtɛt] batèrem [baˈtɛɾen] batèretz [baˈtɛɾets] batèron [baˈtɛɾun]         | bateguère [bateˈgɛɾe] bateguères [bateˈgɛɾes] bateguèt [bateˈgɛt] bategueriam [bategeˈrjan] bategueriatz [bategeˈrjas] bateguèron [bateˈgɛɾun]         | batei [baˈtej] batest [baˈtest] batet [baˈtet] batem [baˈtem] batetz [baˈtets] bateron [baˈteɾun]               |
| Indicatiu futur | | | | | | |
| batrai [baˈtɾaj] batrás [baˈtɾes] batrá [baˈtɾe] batrem [baˈtɾen] batretz [baˈtɾes] batrán [baˈtɾen]                          | batrai [baˈtɾaj] batràs [baˈtɾa] batrá [baˈtɾɔ] batrem [baˈtɾen] batretz [baˈtɾe] batrán [baˈtɾɔ]                                                   | baterèi [bateˈɾɛj] bateràs [bateˈɾas] baterà [bateˈɾa] bateram [bateˈɾam] bateratz [bateˈɾats] bateràn [bateˈɾan]     | batrai [baˈtɾaj]batràs [baˈtɾa] batrá [baˈtɾɔ] batrem [baˈtɾen] batretz [baˈtɾe] batrán [baˈtɾɔ]                  | batrai [baˈtɾaj] batràs [baˈtɾas] batrà [baˈtɾa] batrem [baˈtɾen] batretz [baˈtɾets] batràn [baˈtɾan]                 | batrai [baˈtɾaj] batràs [baˈtɾas] batrà [baˈtɾa] batrem [baˈtɾen] batretz [baˈtɾes] batràn [baˈtɾan]                                                   | batrai [baˈtɾaj] batràs [baˈtɾas] batrà [baˈtɾa] batrem [baˈtɾem] batretz [baˈtɾets] batràn [baˈtɾan]           |
| Condicional | | | | | | |
| batriáu [baˈtɾjew] batriás [baˈtɾjes] batriá [baˈtɾje] batriam [baˈtɾjan] batriatz [baˈtɾjas] batrián [baˈtɾjen]              | batriá [baˈtɾjɔ] batriás [baˈtɾjɔ] batriá [baˈtɾjɔ] batriam [baˈtɾjan] batriatz [baˈtɾja] batrián [baˈtɾjɔ]                                         | baterí [bateˈɾi] baterés [bateˈɾes] bateré [bateˈɾe] baterem [bateˈɾem] bateretz [bateˈɾets] baterén [bateˈɾen]       | batriá [baˈtɾjɔ] batriàs [baˈtɾja] batriá [baˈtɾjɔ] batriam [baˈtɾjan] batriatz [baˈtɾja] batrián [baˈtɾjɔ]       | batriái [baˈtɾjɔj] batriás [baˈtɾjɔs] batriá [baˈtɾjɔ] batriam [baˈtɾjan] batriatz [baˈtɾjats] batrián [baˈtɾjɔn]     | batriáu [baˈtɾjew] batriás [baˈtɾjes] batriá [baˈtɾje] batriam [baˈtɾjan] batriatz [baˈtɾjas] batrián [baˈtɾjen]                                       | batria [baˈtɾia] batrias [baˈtɾias] batria [baˈtɾia] batriam [baˈtɾjam] batriatz [baˈtɾjats] batrian [baˈtɾian] |
| Subjuntiu present | | | | | | |
| bàtio [ˈbatju] bàtias [ˈbatis] bàtia [ˈbati] batiam [baˈtjan] batiatz [baˈtjas] bàtian [ˈbatin]                               | bàtie [ˈbatje] bàties [ˈbatje] bàtie [ˈbatje] bateguessiam [bategeˈsjan] bateguessiatz [bategeˈsja] bàtion [ˈbatju]                                 | bati [ˈbati] bàtias [ˈbatjɔs] bàtia [ˈbatjɔ] batiam [baˈtjam] batiatz [baˈtjats] bàtian [ˈbatjɔn]                     | bata [ˈbatɔ] batas [ˈbata] bata [ˈbatɔ] batam [baˈtan] batatz [baˈta] batan [ˈbatɔ]                               | bata [ˈbatɔ] batas [ˈbatɔs] bata [ˈbatɔ] batam [baˈtan] batatz [baˈtats] batan [ˈbatɔn]                               | bata [ˈbatɔ] batas [ˈbatɔs] bata [ˈbatɔ] batam [baˈtan] batatz [baˈtas] batan [ˈbatɔn]                                                                 | bata [ˈbata] batas [ˈbatas] bata [ˈbata] batam [baˈtam] batatz [baˈtats] batan [ˈbatan]                         |
| Subjuntiu imperfet | | | | | | |
| batèssio [baˈtɛsju] batèssias [baˈtɛsis] batèssia [baˈtɛsi] batessiam [bateˈsjan] batessiatz [bateˈsjas] batèssian [baˈtɛsin] | bateguesse [bateˈgese] bateguesses [bateˈgese] bateguesse [bateˈgese] bateguessiam [bategeˈsjan] bateguessiatz [bategeˈsja] bateguesson [bateˈgesu] | batossi [baˈtusi] batosses [baˈtuses] batosse [baˈtuse] batóssem [baˈtusem] batóssetz [baˈtusets] batossen [baˈtusen] | batèsse [baˈtɛse] batèsses [baˈtɛse] batèsse [baˈtɛse] batèssem [baˈtɛsen] batèssetz [baˈtɛse] batèssen [baˈtɛse] | batèssi [baˈtɛsi] batèsses [baˈtɛses] batèsse [baˈtɛse] batèssem [baˈtɛsen] batèssetz [baˈtɛsets] batèsson [baˈtɛsun] | bateguèsse [bateˈgɛse] bateguèsses [bateˈgɛses] bateguèsse [bateˈgɛse] bateguessiam [bategeˈsjan] bateguessiatz [bategeˈsjas] bateguèsson [bateˈgɛsun] | batés [baˈtes] batesses [baˈteses] batés [baˈtes] batessem [bateˈsem] batessetz [bateˈsets] batessen [baˈtesen] |
| Futur del passat | | | | | | |
| | | batori [baˈtuɾi] batores [baˈtuɾes] batore [baˈtuɾe] batórem [baˈtuɾem] batóretz [baˈtuɾets] batoren [baˈtuɾen]       | | | | |

## Verbs irregulars

### Èsser(per "ser")
| Aupenc | Auvernhàs | Gascon | Lemosin | Lengadocian | Provençau | Vell Occitan                                                                                         |
| Infinitiu | Infinitiu | Infinitiu | Infinitiu | Infinitiu | Infinitiu | Infinitiu                                                                                            |
| --- | --- | --- | --- | --- | --- | --- |
| èstre [ˈɛtɾe] | èstre [ˈɛjtɾe] | estar [esˈta] | èsser [ˈejse] | èsser [ˈɛse] | èstre [ˈɛstɾe] | esser [ˈeseɾ]                                                                                        |
| Participi passat | | | | | | |
| estat [esˈta]estaa [esˈtaɔ] | esta [esˈta]estada [esˈtadɔ]                                                                                                | estat [esˈtat]estada [esˈtaðɔ]                                                                                   | estat [ejˈta]estada [ejˈtadɔ]                                                                                      | estat [esˈtat]estada [esˈtaðɔ]                                                                                                   | estat [esˈta]estada [esˈtadɔ]                                                                                                | estat [esˈtat]estada [esˈtada]                                                                       |
| Participi present | | | | | | |
| estent [esˈTenda] | estant [esˈBronzejat] | estant [esˈtant]                                                                                                 | essent [ejˈsen] | essent [eˈEnviat] | estent [esˈTenda] | essen [eˈsen]                                                                                        |
| Imperatiu | | | | | | |
| siéies! [ˈsjejes]sieiem! [sjeˈjen]sieietz! [sjeˈjes]                                                                                | siage! [sjaˈdze]siajam! [sjaˈdzan]siajatz! [sjaˈdza]                                                                        | sia! [ˈsijɔ]siam! [sjam]siatz! [sjats]                                                                           | siá! [sjɔ]siam! [sjan]siatz! [sja]                                                                                 | siá! [sjɔ]siam! [sjan]siatz! [sjats]                                                                                             | siegues! [ˈsjeges]sieguem! [sjeˈgen]sieguetz! [sjeˈges]                                                                      | sia! [ˈsia]siam! [sjam]siatz! [sjats]                                                                |
| Present indicative | | | | | | |
| siáu [sjew]siás [sjes]es [es]siam [sjan]siatz [sjas]Fill [sol]                                                                      | sei [sej]siás [sjɔ]es [ej]sem [sen]setz [ses]Fill [sol]                                                                     | soi [suj]ès [ɛs]ei [ej]èm [ɛm]ètz [ɛts]Fill [sol]                                                                | sei [sej]ses [sej]es [ej]sem [sen]setz [sej]Fill [sol]                                                             | soi [suj]siás [sjɔs]es [es]sèm [sɛn]sètz [sɛts]Fill [sol]                                                                        | siáu [sjew]siás [sjes]es [es]siam [sjan]siatz [sjas]Fill [sol]                                                               | soi [suj]est [est]es [es]em [em]etz [ets]Fill [sol]                                                  |
| Imperfecte indicative | | | | | | |
| èro [ˈɛɾu]ères [ˈɛɾes]èra [ˈɛɾɔ]eriam [eˈɾjan]eriatz [eˈɾjas]èran [ˈɛɾɔn]                                                           | ere [ˈeɾe]eres [ˈeɾe]Era [ˈeɾɔ]saiam [saˈjan]saiatz [saˈjas]eron [ˈeɾu]                                                     | èri [ˈɛɾi]èras [ˈɛɾɔs]èra [ˈɛɾɔ]èram [ˈɛɾSóc]èratz [ˈɛɾats]èran [ˈɛɾɔn]                                          | èra [ˈɛɾɔ]èras [ˈɛɾUn]èra [ˈɛɾɔ]eram [eˈɾun]eratz [eˈɾun]èran [ˈɛɾɔ]                                               | èri [ˈɛɾi]èras [ˈɛɾɔs]èra [ˈɛɾɔ]èrem [ˈɛɾen]èretz [ˈɛɾets]èran [ˈɛɾɔn]                                                           | ère [ˈɛɾe]ères [ˈɛɾes]èra [ˈɛɾɔ]eriam [eˈɾjan]eriatz [eˈɾjas]èran [ˈɛɾɔn]                                                    | Era [ˈeɾun]eres [ˈeɾmentre]era [ˈeɾun]eram [eˈɾsóc]eratz [eˈɾats]eran [ˈeɾun]                        |
| Preterite indicative | | | | | | |
| foguèro [fuˈGɛɾu]foguères [fuˈgɛɾes]foguèc [fuˈgɛk]fogueriam [fugeˈɾjan]fogueriatz [fugeˈɾias]foguèron [fuˈgɛɾun]                   | saguere [saˈgeɾe]sagueres [saˈgeɾe]saguet [saˈAconsegueix]saguem [saˈgen]saguetz [saˈges]sagueron [saˈgeɾu]                 | estoi [esˈtuj]estós [esˈtus]estó [esˈtu]estom [esˈtum]estotz [esˈtuts]estón [esˈtun]                             | fuguei [fyˈgej]fugueras [fyˈgeɾUn]fuguet [fyˈge]fuguèram [fyˈgɛɾun]fuguèratz [fyˈgɛɾun]fugueran [fyˈgeɾɔ]          | foguèri [fuˈɣɛɾi]foguères [fuˈɣɛɾes]foguèt [fuˈɣɛt]foguèrem [fuˈɣɛɾen]foguèretz [fuˈɣɛɾets]foguèron [fuˈɣɛɾun]                   | fuguère [fyˈGɛɾe]fuguères [fyˈgɛɾes]fuguèt [fyˈgɛt]fugueriam [fygeˈɾjan]fugueriatz [fygeˈɾias]fuguèron [fyˈgɛɾun]            | fui [fyj]fust [fyst]fon [Divertit]fom [fum]fotz [futs]foron [ˈfuɾun]                                 |
| Futur indicative | | | | | | |
| sarai [sa'ɾaj]sarás [sa'ɾes]sará [sa'ɾe]sarem [sa'ɾen]saretz [sa'ɾes]sarán [sa'ɾen]                                                 | serai [se'ɾaj]seràs [se'ɾUn]serà [se'ɾɔ]serem [se'ɾen]seretz [se'ɾe]serán [se'ɾɔ]                                           | serèi [se'ɾɛj]seràs [se'ɾMentre]serà [se'ɾun]seram [se'ɾsóc]seratz [se'ɾats]seràn [se'ɾun]                       | serai [se'ɾaj]seràs [se'ɾUn]será [se'ɾɔ]serem [se'ɾen]seretz [se'ɾe]serán [se'ɾɔ]                                  | serai [se'ɾaj]seràs [se'ɾMentre]serà [se'ɾun]serem [se'ɾen]seretz [se'ɾets]seràn [se'ɾun]                                        | sarai [sa'ɾaj]saràs [sa'ɾMentre]sarà [sa'ɾun]sarem [sa'ɾen]saretz [sa'ɾes]saràn [sa'ɾun]                                     | serai [se'ɾaj]seràs [se'ɾMentre]serà [se'ɾun]serem [se'ɾem]seretz [se'ɾets]seràn [se'ɾun]            |
| Condicional | | | | | | |
| sariáu [saˈɾjew]sariás [saˈɾjes]sariá [saˈɾje]sariam [saˈɾjan]sariatz [saˈɾjas]sarián [saˈɾjen]                                     | seriá [seˈɾjɔ]seriás [seˈɾjɔ]seriá [seˈɾjɔ]seriam [seˈɾjan]seriatz [seˈɾjas]serián [seˈɾjɔ]                                 | serí [seˈɾi]serés [seˈɾes]seré [seˈɾe]serem [seˈɾem]seretz [seˈɾets]serén [seˈɾen]                               | seriá [seˈɾjɔ]seriàs [seˈɾja]seriá [seˈɾjɔ]seriam [seˈɾjan]seriatz [seˈɾja]serián [seˈɾjɔ]                         | seriái [seˈɾjɔj]seriás [seˈɾjɔs]seriá [seˈɾjɔ]seriam [seˈɾjan]seriatz [seˈɾjats]serián [seˈɾjɔn]                                 | sariáu [saˈɾjew]sariás [saˈɾjes]sariá [saˈɾje]sariam [saˈɾjan]sariatz [saˈɾjas]sarián [saˈɾjen]                              | seria [seˈɾia]serias [seˈɾias]seria [seˈɾia]seriam [seˈɾMelmelada]seriatz [seˈɾjats]serian [seˈɾian] |
| Subjuntiu present | | | | | | |
| siéio [ˈsjeju]siéies [ˈsjejes]siéie [ˈsjeje]sieiem [sjeˈjen]sieietz [sjeˈjes]siéian [ˈsjejɔn]                                       | siage [ˈsjadze]siages [ˈsjadze]siage [ˈsjadze]siajam [sjaˈdzan]siajatz [sjaˈdzas]siajon [sjaˈdzu]                           | sii [ˈsiji]sias [ˈsijɔs]sia [ˈsijɔ]siam [sjam]siatz [sjats]sian [ˈsijɔn]                                         | siá [sjɔ]siàs [sja]siá [sjɔ]siam [sjan]siatz [sja]sián [sjɔ]                                                       | siái [sjɔj]siás [sjɔs]siá [sjɔ]siam [sjan]siatz [sjats]sián [sjɔn]                                                               | fugue [ˈfyge]fugues [ˈfyges]fugue [ˈfyge]fuguem [fyˈgen]fuguetz [fyˈges]fugan [ˈfygɔn]                                       | sia [ˈsia]sias [ˈsias]sia [ˈsia]siam [sjam]siatz [sjats]sian [ˈsian]                                 |
| Subjuntiu imperfet | | | | | | |
| foguèssio [fuˈGɛsju]foguèssias [fuˈgɛsis]foguèssia [fuˈgɛsi]foguessiam [fugeˈsjan]foguessiatz [fugeˈsjas]foguèssian [fuˈpecatɛde g] | saguesse [saˈgese]saguesses [saˈgese]saguesse [saˈgese]saguessiam [Sàlviaˈsjan]saguessiatz [sàlviaˈsjas]saguesson [saˈgesu] | estossi [esˈtusi]estosses [esˈtuses]estosse [esˈtuse]estóssem [esˈtusem]estóssetz [esˈtusets]estossen [esˈtusen] | fuguèsse [fyˈGɛse]fuguèsses [fyˈgɛse]fuguèsse [fyˈgɛse]fuguèssem [fyˈgɛsen]fuguèssetz [fyˈgɛse]fuguèssen [fyˈgɛse] | foguèssi [fuˈGɛsi]foguèsses [fuˈgɛses]foguèsse [fuˈgɛse]foguèssem [fuˈgɛsen]foguèssetz [fuˈconjuntsɛde g]foguèsson [fuˈsolɛde g] | fuguèsse [fyˈGɛse]fuguèsses [fyˈgɛses]fuguèsse [fyˈgɛse]fuguessiam [fygeˈsjan]fuguessiatz [fygeˈsjas]fuguèsson [fyˈsolɛde g] | fos [fus]fosses [ˈFusibles]fos [fus]fossem [fuˈsem]fossetz [fuˈconjunts]fossen [ˈfusen]              |
| Futur del passat | | | | | | |
| estori [esˈtuɾi]estores [esˈtuɾes]estore [esˈtuɾe]estórem [esˈtuɾem]estóretz [esˈtuɾets]estoren [esˈtuɾen]                          | | | | | | |

### Aver(per "tenir")
| Aupenc | Auvernhàs | Gascon | Lemosin | Lengadocian | Provençau | Vell Occitan                                                                                             |
| Infinitiu | Infinitiu | Infinitiu                                                                                                  | Infinitiu | Infinitiu | Infinitiu | Infinitiu                                                                                                |
| --- | --- | --- | --- | --- | --- | --- |
| aver [Unˈveɾ] | avere [Unˈveɾe]                                                                                                   | aver [Unˈnosaltres]                                                                                        | aver [Unˈve]                                                                                                 | aver [Unˈβe] | aver [Unˈve] | aver [Un'veɾ]                                                                                            |
| Participi passat | | | | | | |
| agut [Unˈgy]agua [unˈgyɔ] | agut [Unˈgy]aguda [unˈgydɔ]                                                                                       | avut [Unˈwyt]avuda [unˈwyðɔ]                                                                               | agut [Unˈgy]aguda [unˈgydɔ]                                                                                  | agut [Unˈɣyt]aguda [unˈɣyðɔ]                                                                                                | agut [Unˈgy]aguda [unˈgydɔ]                                                                                            | agut [Unˈgyt]aguda [unˈgyda]                                                                             |
| Participi present | | | | | | |
| avent [Unˈvent] | aguent [Unˈgen]                                                                                                   | avent [Unˈva anar]                                                                                         | avent [Unˈven]                                                                                               | avent [Unˈɣent] | avent [Unˈvent] | aven [Un'ven]                                                                                            |
| Imperatiu | | | | | | |
| aies! [ˈajes]aiem! [Unˈjen]aietz! [Unˈjes]                                                                                    | Edat! [Unˈdze]ajam! [Unˈdzan]ajatz! [Unˈdza]                                                                      | aja! [ˈUnʒɔ]ajam! [Unˈʒsóc]ajatz! [Unˈʒats]                                                                | aia! [ˈajɔ]aiam! [Unˈjan]aiatz! [Unˈja]                                                                      | aja! [ˈAnunciʒɔ]ajam! [Anunciˈʒun]ajatz! [Anunciˈʒats]                                                                      | agues! [ˈEdats]aguem! [Unˈgen]aguetz! [Unˈges]                                                                         | aias! [ˈajas]aiam! [Unaˈmelmelada]aiatz! [Unˈjats]                                                       |
| Present indicative | | | | | | |
| ai [aj]Mentre [mentre]un [un]avèm [unˈvɛn]avètz [unˈvɛs]un [un]                                                               | ai [aj]Mentre [un]un [ɔ]avem [unˈven]avetz [unˈve]un [ɔn]                                                         | èi [ɛj]Mentre [mentre]un [un]avem [unˈwem]avetz [unˈmulla]un [un]                                          | ai [aj]Mentre [un]un [un]avem [unˈven]avetz [unˈvej]un [un]                                                  | ai [aj]Mentre [mentre]un [un]avèm [unˈβɛn]avètz [unˈβɛts]un [un]                                                            | ai [aj]Mentre [mentre]un [un]avèm [unˈvɛn]avètz [unˈvɛs]un [un]                                                        | ai [aj]Mentre [mentre]un [un]avem [unˈvem]avetz [unˈvets]un [un]                                         |
| Imperfecte indicative | | | | | | |
| aviáu [Unˈvjew]aviás [unˈvjes]aviá [unˈvje]aviam [unˈvjan]aviatz [unˈvjas]avián [unˈvjen]                                     | aviá [Unˈvjɔ]aviàs [unˈvja]aviá [unˈvjɔ]aviam [unˈvjan]aviatz [unˈvjas]avián [unˈvjɔ]                             | avèvi [Unˈwɛwi]avèvas [unˈwɛwɔs]avèva [unˈwɛwɔ]avèvam [unˈwɛwam]avèvatz [unˈwɛwats]avèvan [unˈwɛwɔn]       | aviá [Unˈvjɔ]aviàs [unˈvja]aviá [unˈvjɔ]aviam [unˈvjan]aviatz [unˈvja]avián [unˈvjɔ]                         | aviái [Unˈβjɔj]aviás [unˈβjɔs]aviá [unˈβjɔ]aviam [unˈβjan]aviatz [unˈβjats]avián [unˈβjɔn]                                  | aviáu [Unˈvjew]aviás [unˈvjes]aviá [unˈvje]aviam [unˈvjan]aviatz [unˈvjas]avián [unˈvjen]                              | avia [Unˈvia]avias [unˈvias]avia [unˈvia]aviam [unˈvjam]aviatz [unˈvjatz]aviari [unˈvian]                |
| Preterite indicative | | | | | | |
| aguèro [Unˈgɛɾu]aguères [unˈgɛɾes]aguèc [unˈgɛk]agueriam [edatˈɾjan]agueriatz [edatˈɾias]aguèron [unˈgɛɾun]                   | aguere [Unˈgeɾe]agueres [unˈgeɾes]aguet [unˈge]aguem [unˈgen]aguetz [unˈges]agueron [unˈgeɾu]                     | avoi [Unˈwuj]avós [unˈwus]avó [unˈwu]avom [unˈwum]avotz [unˈwuts]avón [unˈwun]                             | aguei [Unˈgej]agueras [unˈgeɾun]aguet [unˈge]aguèram [unˈgɛɾun]aguèratz [unˈgɛɾun]agueran [unˈgeɾɔ]          | aguèri [Unˈɣɛɾi]aguères [unˈɣɛɾes]aguèt [unˈɣɛt]aguèrem [unˈɣɛɾen]aguèretz [unˈɣɛɾets]aguèron [unˈɣɛɾun]                    | aguère [Unˈgɛɾe]aguères [unˈgɛɾes]aguèt [unˈgɛt]agueriam [edatˈɾjan]agueriatz [edatˈɾias]aguèron [unˈgɛɾun]            | aic [ajk]aguist [Unˈgist]ac [ak]aguem [unˈgem]aguetz [unˈaconsegueix]agron [ˈagɾun]                      |
| Futur indicative | | | | | | |
| aurai [aw'ɾaj]aurás [aw'ɾes]aurá [aw'ɾe]aurem [aw'ɾen]auretz [aw'ɾes]aurán [aw'ɾen]                                           | aurai [aw'ɾaj]auràs [aw'ɾUn]aurà [aw'ɾɔ]aurem [aw'ɾen]auretz [aw'ɾe]aurán [aw'ɾɔ]                                 | aurèi [aw'ɾɛj]auràs [aw'ɾMentre]aurà [aw'ɾun]auram [aw'ɾsóc]auratz [aw'ɾats]auràn [aw'ɾun]                 | aurai [aw'ɾaj]auràs [aw'ɾUn]aurá [aw'ɾɔ]aurem [aw'ɾen]auretz [aw'ɾe]aurán [aw'ɾɔ]                            | aurai [aw'ɾaj]auràs [aw'ɾMentre]aurà [aw'ɾun]aurem [aw'ɾen]auretz [aw'ɾets]auràn [aw'ɾun]                                   | aurai [aw'ɾaj]auràs [aw'ɾMentre]aurà [aw'ɾun]aurem [aw'ɾen]auretz [aw'ɾes]auràn [aw'ɾun]                               | aurai [aw'ɾaj]auràs [aw'ɾMentre]aurà [aw'ɾun]aurem [aw'ɾem]auretz [aw'ɾetz]auràn [aw'ɾun]                |
| Condicional | | | | | | |
| auriáu [awˈɾjew]auriás [awˈɾjes]auriá [awˈɾje]auriam [awˈɾjan]auriatz [awˈɾjas]aurián [awˈɾjen]                               | auriá [awˈɾjɔ]auriás [awˈɾjɔ]auriá [awˈɾjɔ]auriam [awˈɾjan]auriatz [awˈɾjas]aurián [awˈɾjɔ]                       | aurí [awˈɾi]aurés [awˈɾes]auré [awˈɾe]aurem [awˈɾem]auretz [awˈɾets]aurén [awˈɾen]                         | auriá [awˈɾjɔ]auriàs [awˈɾja]auriá [awˈɾjɔ]auriam [awˈɾjan]auriatz [awˈɾja]aurián [awˈɾjɔ]                   | auriái [awˈɾjɔj]auriás [awˈɾjɔs]auriá [awˈɾjɔ]auriam [awˈɾjan]auriatz [awˈɾjats]aurián [awˈɾjɔn]                            | auriáu [awˈɾjew]auriás [awˈɾjes]auriá [awˈɾje]auriam [awˈɾjan]auriatz [awˈɾjas]aurián [awˈɾjen]                        | auria [aw'ɾia]aurias [aw'ɾias]auria [aw'ɾia]auriam [aw'ɾMelmelada]auriatz [aw'ɾjatz]aurian [aw'ɾian]     |
| Subjuntiu present | | | | | | |
| aio [ˈaju]aias [ˈajis]aia [ˈaji]aiem [Unˈjen]aietz [unˈjes]aian [ˈajin]                                                       | Edat [ˈaixol]edats [ˈaixol]edat [ˈaixol]ajam [unˈdzan]ajatz [unˈdza]ajon [ˈadzu]                                  | agi [ˈUnʒi]ajas [ˈunʒɔs]aja [ˈunʒɔ]ajam [un'ʒsóc]ajatz [unˈʒats]ajan [ˈunʒɔn]                              | aia [ˈajɔ]aias [ˈaja]aia [ˈajɔ]aiam [Unˈjan]aiatz [unˈja]aian [ˈajɔ]                                         | aja [ˈAnunciʒɔ]ajas [ˈanunciʒɔs]aja [ˈanunciʒɔ]ajam [anunciˈʒun]ajatz [anunciˈʒats]ajan [ˈanunciʒɔn]                        | ague [ˈEdat]agues [ˈedats]ague [ˈedat]aguem [unˈgen]aguetz [unˈges]agan [ˈagɔn]                                        | aia [ˈaja]aias [ˈajas]aia [ˈaja]aiam [Unaˈmelmelada]aiatz [unˈjats]aian [ˈajan]                          |
| Subjuntiu imperfet | | | | | | |
| aguèssio [Unˈgɛsju]aguèssias [unˈgɛsis]aguèssia [unˈgɛsi]aguessiam [edatˈsjan]aguessiatz [edatˈsjas]aguèssian [unˈpecatɛde g] | aguesse [Unˈgese]aguesses [unˈgese]aguesse [unˈgese]aguessiam [edatˈsjan]aguessiatz [edatˈsjas]aguesson [unˈgesu] | avossi [Unˈwusi]avosses [unˈwuses]avosse [unˈwuse]avóssem [unˈwusem]avóssetz [unˈwusets]avossen [unˈwusen] | aguèsse [Unˈgɛse]aguèsses [unˈgɛse]aguèsse [unˈgɛse]aguèssem [unˈgɛsen]aguèssetz [unˈgɛse]aguèssen [unˈgɛse] | aguèssi [Unˈgɛsi]aguèsses [unˈgɛses]aguèsse [unˈgɛse]aguèssem [unˈgɛsen]aguèssetz [unsˈconjuntsɛde g]aguèsson [unˈsolɛde g] | aguèsse [Unˈgɛse]aguèsses [unˈgɛses]aguèsse [unˈgɛse]aguessiam [edatˈsjan]aguessiatz [edatˈsjas]aguèsson [unˈsolɛde g] | agués [Un'ges]aguesses [un'geses]agués [un'ges]aguessem [edat'em]aguessetz [edat ets]aguessen [un'gesen] |
| Futur del passat | | | | | | |
| avori [Unˈwuɾi]avores [unˈwuɾes]avore [unˈwuɾe]avórem [unˈwuɾem]avóretz [unˈwuɾets]avoren [unˈwuɾen]                          | | | | | | |

### Anar(per "anar")
| Aupenc | Auvernhàs                                                                                                 | Gascon | Lemosin                                                                                                | Lengadocian | Provençau                                                                                                   | Vell Occitan |
| Infinitiu | Infinitiu                                                                                                 | Infinitiu | Infinitiu                                                                                              | Infinitiu | Infinitiu                                                                                                   | Infinitiu |
| --- | --- | --- | --- | --- | --- | --- |
| anar [Unˈnaɾ] | anar [Unˈna]                                                                                              | anar [Unˈna]                                                                                                   | anar [Unˈna]                                                                                           | anar [Unˈna]                                                                                                   | anar [Unˈna]                                                                                                | anar [Unˈnaɾ] |
| Participi passat                                                                                                   | | | | | | |
| anat [Unˈna]anaa [unˈnaɔ]                                                                                          | anat [Unˈna]anada [unˈnadɔ]                                                                               | anat [Unˈnat]anada [unˈnaðɔ]                                                                                   | anat [Unˈna]anada [unˈnadɔ]                                                                            | anat [Unˈnat]anada [unˈnaðɔ]                                                                                   | anat [Unˈna]anada [unˈnadɔ]                                                                                 | anat [Unˈnat]anada [unˈnada]                                                                                     |
| Participi present                                                                                                  | | | | | | |
| anant [Unˈnant] | anant [Unˈnan]                                                                                            | anant [Unˈnant]                                                                                                | anant [Unˈnan]                                                                                         | anant [Unˈnant]                                                                                                | anant [Unˈnant]                                                                                             | anan [Unˈnan] |
| Imperatiu | | | | | | |
| vai! [vaj]anem! [Unˈnen]anatz! [Unˈnas]                                                                            | vai! [vaj]vajam! [vaˈdzan]anatz! [Unˈna]                                                                  | vè! [bɛ]anem! [Unˈnem]anatz! [Unˈnats]                                                                         | vai! [vaj]anem! [Unˈnen]anatz! [Unˈna]                                                                 | vai! [baj]anem! [Unˈnen]anatz! [Unˈnats]                                                                       | vai! [vaj]anem! [Unˈnen]anatz! [Unˈnas]                                                                     | vai! [vaj]anem! [Unˈnem]anatz! [Unˈnats]                                                                         |
| Present indicative                                                                                                 | | | | | | |
| vau [vaw]vas [vas]vai [vaj]anam [Unˈnan]anatz [unˈnats]van [van]                                                   | Gerro [ˈvaze]gerros [ˈvaze]vai [vaj]anam [unˈnan]anatz [unˈna]vason [ˈvazu]                               | vau [baw]vas [bas]va [ba]vam [bam]vatz [Ratpenats]van [prohibició]                                             | vau [vaw]vas [va]vai [vaj]anam [Unˈnan] / vam [van]anatz [unˈna]van [van]                              | vau [baw]vas [bas]va [ba]anèm [Unˈnɛn]anètz [unˈnɛts]van [prohibició]                                          | vau [vaw]vas [vas]vai [vaj]anam [Unˈnan]anatz [unˈnats]van [van]                                            | vauc [vawk]vais [vajs]vai [vaj]anam [Unˈnam]anatz [unˈnats]van [van]                                             |
| Imperfecte indicative                                                                                              | | | | | | |
| anavo [Unˈnavu]anaves [unesˈnaus]anava [unˈnavɔ]anaviam [anaˈvjan]anaviatz [anaˈvjas]anavan [unˈnavɔn]             | anave [Unaˈnau]anaves [unesˈnaus]anava [unˈnavɔ]anaviam [anaˈvjan]anaviatz [anaˈvjas]anavon [unˈnavu]     | anavi [Unˈnawi]anavas [unˈnawɔs]anava [unˈnawɔ]anàvam [unˈnawam]anàvatz [unˈnawats]anavan [unˈnawɔn]           | anava [Unˈnavɔ]anavas [unˈnava]anava [unˈnavɔ]anàvam [unˈnavan]anàvatz [unˈnava]anavan [unˈnavɔ]       | anavi [Unˈnaβi]anavas [unˈnaβɔs]anava [unˈnaβɔ]anàvem [unˈnaβen]anàvetz [unˈnaβets]anavan [unˈnaβɔn]           | anave [Unaˈnau]anaves [unesˈnaus]anava [unˈnavɔ]anaviam [anaˈvjan]anaviatz [anaˈvjas]anavan [unˈnavɔn]      | anava [Unˈnava]anavas [unˈnavas]anava [unˈnava]anavam [anaˈvam]anavatz [anaˈvats]anavan [unˈnavan]               |
| Preterite indicative                                                                                               | | | | | | |
| anèro [Unˈnɛɾu]anères [unˈnɛɾes]anèc [unˈnɛk]aneriam [aneˈɾjan]aneriatz [aneˈɾjas]anèron [unˈnɛɾun]                | anere [Unˈneɾe]aneres [unˈneɾes]anet [unˈne]anem [unˈnen]anetz [unˈnes]aneron [unˈneɾu]                   | anèi [Unˈnɛj]anès [unˈnɛs]anè [unˈnɛ]anèm [unˈnɛm]anètz [unˈnɛts]anèn [unˈnɛn]                                 | anei [Unˈnej]aneras [unˈneɾun]anet [unˈne]anèram [unˈnɛɾɔn]anèratz [unˈnɛɾun]aneran [unˈneɾɔ]          | anèri [Unˈnɛɾi]anères [unˈnɛɾes]anèt [unˈnɛt]anèrem [unˈnɛɾen]anèretz [unˈnɛɾets]anèron [unˈnɛɾun]             | anère [Unˈnɛɾe]anères [unˈnɛɾes]anèt [unˈnɛt]aneriam [aneˈɾjan]aneriatz [aneˈɾjas]anèron [unˈnɛɾun]         | anei [Unˈnej]anest [unˈniu]anet [unˈnet]anem [unˈnem]anetz [unˈnetz]aneron [unˈneɾun]                            |
| Futur indicative                                                                                                   | | | | | | |
| anarai [ana'ɾaj]anarás [ana'ɾes]anará [ana'ɾe]anarem [ana'ɾen]anaretz [ana'ɾes]anarán [ana'ɾen]                    | anarai [ana'ɾaj]anarás [ana'ɾɔ]anará [ana'ɾɔ]anarem [ana'ɾen]anaretz [ana'ɾe]anarán [ana'ɾɔ]              | anarèi [ana'ɾɛj]anaràs [ana'ɾMentre]anarà [ana'ɾun]anaram [ana'ɾsóc]anaratz [ana'ɾats]anaràn [ana'ɾun]         | anirai [ani'ɾaj]aniràs [ani'ɾUn]anirá [ani'ɾɔ]anirem [ani'ɾen]aniretz [ani'ɾe]anirán [ani'ɾɔ]          | anarai [ana'ɾaj]anaràs [ana'ɾMentre]anarà [ana'ɾun]anarem [ana'ɾen]anaretz [ana'ɾets]anaràn [ana'ɾun]          | anarai [ana'ɾaj]anaràs [ana'ɾMentre]anarà [ana'ɾun]anarem [ana'ɾen]anaretz [ana'ɾes]anaràn [ana'ɾun]        | anarai [ana'ɾaj]anaràs [ana'ɾMentre]anarà [ana'ɾun]anarem [ana'ɾem]anaretz [ana'ɾets]anaràn [ana'ɾun]            |
| Condicional | | | | | | |
| anariáu [anaˈɾjew]anariás [anaˈɾjes]anariá [anaˈɾje]anariam [anaˈɾjan]anariatz [anaˈɾjas]anarián [anaˈɾjen]        | anariá [anaˈɾjɔ]anariás [anaˈɾjɔ]anariá [anaˈɾjɔ]anariam [anaˈɾjan]anariatz [anaˈɾjas]anarián [anaˈɾjɔ]   | anarí [anaˈɾi]anarés [anaˈɾes]anaré [anaˈɾe]anarem [anaˈɾem]anaretz [anaˈɾets]anarén [anaˈɾen]                 | aniriá [aniˈɾjɔ]aniriàs [aniˈɾja]aniriá [aniˈɾjɔ]aniriam [aniˈɾjan]aniriatz [aniˈɾja]anirián [aniˈɾjɔ] | anariái [anaˈɾjɔj]anariás [anaˈɾjɔs]anariá [anaˈɾjɔ]anariam [anaˈɾjan]anariatz [anaˈɾjats]anarián [anaˈɾjɔn]   | anariáu [anaˈɾjew]anariás [anaˈɾjes]anariá [anaˈɾje]anariam [anaˈɾjan]anariatz [anaˈɾjas]anarián [anaˈɾjen] | anaria [anaˈɾia]anarias [anaˈɾias]anaria [anaˈɾia]anariam [anaˈɾMelmelada]anariatz [anaˈɾjats]anarian [anaˈɾian] |
| Subjuntiu present                                                                                                  | | | | | | |
| ànio [ˈanju]ànias [ˈanis]ània [ˈani]aniam [Unˈnjan]aniatz [unˈnjas]ànian [ˈanin]                                   | vage [ˈvadze]vages [ˈvadze]vage [ˈvadze]vajam [vadˈzan]vajatz [vadˈzas]vajon [ˈvadzu]                     | ani [ˈani]anes [ˈanes]ane [ˈane]anem [Unˈnem]anetz [unesˈxarxes]anen [ˈanen]                                   | ane [ˈane]anes [ˈane]ane [ˈane]anem [Unˈnen]anetz [unˈne]anen [ˈane]                                   | ane [ˈane]anes [ˈanes]ane [ˈane]anem [Unˈnen]anetz [unesˈxarxes]anen [ˈanen]                                   | Imprecís [ˈvage]vagues [ˈvages]imprecís [ˈvage]anem [unˈnen]anetz [unˈnes]vagan [ˈvagɔn]                    | Un [un]anz [anz]un [un]anem [unˈnem]anetz [unesˈxarxes]anen [ˈanen]                                              |
| Subjuntiu imperfet                                                                                                 | | | | | | |
| anèssio [Unˈnɛsju]anèssias [unˈnɛsis]anèssia [unˈnɛsi]anessiam [aneˈsjan]anessiatz [aneˈsjas]anèssian [unˈnɛpecat] | anesse [Unˈnese]anesses [unˈnese]anesse [unˈnese]anessiam [aneˈsjan]anessiatz [aneˈsjas]anesson [unˈnesu] | anèssi [Unˈnɛsi]anèsses [unˈnɛses]anèsse [unˈnɛse]anèssem [unˈnɛsem]anèssetz [unˈnɛconjunts]anèssen [unˈnɛsen] | anèsse [Unˈnɛse]anèsses [unˈnɛse]anèsse [unˈnɛse]anèssem [unˈnɛsen]anèssetz [unˈnɛse]anèssen [unˈnɛse] | anèssi [Unˈnɛsi]anèsses [unˈnɛses]anèsse [unˈnɛse]anèssem [unˈnɛsen]anèssetz [unˈnɛconjunts]anèsson [unˈnɛsol] | anèsse [Unˈnɛse]anèsses [unˈnɛses]anèsse [unˈnɛse]anessiam [aneˈsjan]anessiatz [aneˈsjas]anèsson [unˈnɛsol] | anés [Unˈnes]anesses [unˈneses]anés [unˈnes]anessem [aneˈsem]anessetz [aneˈconjunts]anessen [unˈnesen]           |
| Futur del passat                                                                                                   | | | | | | |
| anèri [Unˈnɛɾi]anères [unˈnɛɾes]anère [unˈnɛɾe]anèrem [unˈnɛɾem]anèretz [unˈnɛɾets]anèren [unˈnɛɾen]               | | | | | | |

### Lluny(per "fer")
| Aupenc | Auvernhàs | Gascon | Lemosin | Lengadocian | Provençau | Vell Occitan                                                                                               |
| Infinitiu | Infinitiu | Infinitiu | Infinitiu | Infinitiu | Infinitiu | Infinitiu                                                                                                  |
| --- | --- | --- | --- | --- | --- | --- |
| Lluny [faɾ] | Lluny [fa] | har [ha] | Lluny [fa] | Lluny [fa] | Lluny [fa] | Lluny [faɾ]                                                                                                |
| Participi passat | | | | | | |
| fach [fa]facha [ˈGrasʃɔ] | fait [faj]faita [ˈfajtɔ]                                                                                                | hèit [ˈhɛjt]hèita [ˈhɛjtɔ]                                                                                       | fach [fa]facha [ˈGreixosɔ]                                                                                         | fach [Grasʃ]facha [ˈgrasʃɔ] | fach [fa]facha [ˈGrasʃɔ] | fach [Grasʃ]facha [ˈgrasʃun]                                                                               |
| Participi present | | | | | | |
| fasent [faˈzent] | fasent [faˈzen] | hant [hant] | fasent [faˈzen] | fasent [faˈzent] | fasent [faˈzent] | fazen [faˈzen]                                                                                             |
| Imperatiu | | | | | | |
| fai! [faj]fasèm! [faˈzɛn]fasètz! [faˈzɛs]                                                                                           | fai! [faj]fajam! [fadˈzan]fasetz! [faˈze]                                                                               | hè! [hɛ]hèm! [hɛm]hètz! [hɛts]                                                                                   | fai! [faj]fajam! [fadˈzan]fasetz! [faˈze]                                                                          | fai! [faj]fagam! [faˈgan]fasètz! [faˈzɛts]                                                                                       | fai! [faj]fasèm! [faˈzɛn]fasètz! [faˈzɛs]                                                                                    | fai! [faj]fazem! [faˈzem]fatz! [Greixos]                                                                   |
| Present indicative | | | | | | |
| fau [faw]fas [fas]fa [fa]fasèm [faˈzɛn]fasètz [faˈzɛts]Aficionat [aficionat]                                                        | fase [ˈfaze]fases [ˈfaze]fai [faj]fasem [faˈzen]fasetz [faˈzes]fason [ˈfazu]                                            | hèi [hɛj]hès [hɛs]hè [hɛ]hèm [hɛm]hètz [hɛts]hèn [hɛn]                                                           | fau [faw]fas [fa]fai [faj]fasem [faˈzen]fasetz [faˈzej]Aficionat [aficionat]                                       | fau [faw]fas [fas]fa [fa]fasèm [faˈzɛn]fasètz [faˈzɛts]Aficionat [aficionat]                                                     | fau [faw]fas [fas]fai [faj]fasèm [faˈzɛn]fasètz [faˈzɛts]Aficionat [aficionat]                                               | fauc [fawk]fas [fas]fa [fa]fam [fam]fatz [Greixos]aficionat [aficionat]                                    |
| Imperfecte indicative | | | | | | |
| fasiáu [faˈzjew]fasiás [faˈzjes]fasiá [faˈzje]fasiam [faˈzjan]fasiatz [faˈzjas]fasián [faˈzjen]                                     | fasiá [faˈzjɔ]fasiàs [faˈzja]fasiá [faˈzjɔ]fasiam [faˈzjan]fasiatz [faˈzjas]fasián [faˈzjɔ]                             | hasèvi [haˈzɛwi]hasèvas [haˈzɛwɔs]hasèva [haˈzɛwɔ]hasèvam [haˈzɛwam]hasèvatz [haˈzɛwats]hasèvan [haˈzɛwɔn]       | fasiá [faˈzjɔ]fasiàs [faˈzja]fasiá [faˈzjɔ]fasiam [faˈzjan]fasiatz [faˈzja]fasián [faˈzjɔ]                         | fasiái [faˈzjɔj]fasiás [faˈzjɔs]fasiá [faˈzjɔ]fasiam [faˈzjan]fasiatz [faˈzjats]fasián [faˈzjɔn]                                 | fasiáu [faˈzjew]fasiás [faˈzjes]fasiá [faˈzje]fasiam [faˈzjan]fasiatz [faˈzjas]fasián [faˈzjen]                              | fazia [faˈzia]fazias [faˈzias]fazia [faˈzia]faziam [faˈzjam]faziatz [faˈzjats]fazian [faˈzian]             |
| Preterite indicative | | | | | | |
| faguèro [faˈGɛɾu]faguères [faˈgɛɾes]faguèc [faˈgɛk]fagueriam [fageˈɾjan]fagueriatz [fageˈɾias]faguèron [faˈgɛɾun]                   | faguere [faˈgeɾe]fagueres [faˈgeɾe]faguet [faˈAconsegueix]faguem [faˈgen]faguetz [faˈges]fagueron [faˈgeɾu]             | hasoi [haˈzuj]hasós [haˈzus]hasó [haˈzu]hasom [haˈzum]hasotz [haˈzuts]hasón [haˈzun]                             | faguei [faˈgej]fagueras [faˈgeɾUn]faguet [faˈge]faguèram [faˈgɛɾun]faguèratz [faˈgɛɾun]fagueran [faˈgeɾɔ]          | faguèri [faˈGɛɾi]faguères [faˈgɛɾes]faguèt [faˈgɛt]faguèrem [faˈgɛɾen]faguèretz [faˈgɛɾets]faguèron [faˈgɛɾun]                   | faguère [faˈGɛɾe]faguères [faˈgɛɾes]faguèt [faˈgɛt]fagueriam [fageˈɾjan]fagueriatz [fageˈɾias]faguèron [faˈgɛɾun]            | fis [fis]fezist [feˈzist]fetz [fets]fezem [feˈzem]fezetz [feˈzets]feiron [ˈfejɾun]                         |
| Futur indicative | | | | | | |
| farai [fa'ɾaj]farás [fa'ɾes]fará [fa'ɾe]farem [fa'ɾen]faretz [fa'ɾes]farán [fa'ɾen]                                                 | farai [fa'ɾaj]faràs [fa'ɾUn]farà [fa'ɾɔ]farem [fa'ɾen]faretz [fa'ɾes]farán [fa'ɾɔ]                                      | harèi [ha'ɾɛj]haràs [ha'ɾMentre]harà [ha'ɾun]haram [ha'ɾsóc]haratz [ha'ɾats]haràn [ha'ɾun]                       | farai [fa'ɾaj]faràs [fa'ɾUn]fará [fa'ɾɔ]farem [fa'ɾen]faretz [fa'ɾe]farán [fa'ɾɔ]                                  | farai [fa'ɾaj]faràs [fa'ɾMentre]farà [fa'ɾun]farem [fa'ɾen]faretz [fa'ɾets]faran [fa'ɾun]                                        | farai [fa'ɾaj]faràs [fa'ɾMentre]farà [fa'ɾun]farem [fa'ɾen]faretz [fa'ɾes]faran [fa'ɾun]                                     | farai [fa'ɾaj]faràs [fa'ɾMentre]farà [fa'ɾun]farem [fa'ɾem]faretz [fa'ɾets]faran [fa'ɾun]                  |
| Condicional | | | | | | |
| fariáu [faˈɾjew]fariás [faˈɾjes]fariá [faˈɾje]fariam [faˈɾjan]fariatz [faˈɾjas]farián [faˈɾjen]                                     | fariá [faˈɾjɔ]fariás [faˈɾjɔ]fariá [faˈɾjɔ]fariam [faˈɾjan]fariatz [faˈɾjas]farián [faˈɾjɔ]                             | harí [haˈɾi]harés [haˈɾes]haré [haˈɾe]Harem [haˈɾem]haretz [haˈɾets]harén [haˈɾen]                               | fariá [faˈɾjɔ]fariàs [faˈɾja]fariá [faˈɾjɔ]fariam [faˈɾjan]fariatz [faˈɾja]farián [faˈɾjɔ]                         | fariái [faˈɾjɔj]fariás [faˈɾjɔs]fariá [faˈɾjɔ]fariam [faˈɾjan]fariatz [faˈɾjats]farián [faˈɾjɔn]                                 | fariáu [faˈɾjew]fariás [faˈɾjes]fariá [faˈɾje]fariam [faˈɾjan]fariatz [faˈɾjas]farián [faˈɾjen]                              | faria [faˈɾia]farias [faˈɾias]faria [faˈɾia]fariam [faˈɾMelmelada]fariatz [faˈɾjats]farian [faˈɾian]       |
| Subjuntiu present | | | | | | |
| fàcio [ˈfasju]fàcias [ˈfasis]fàcia [ˈfasi]faciam [faˈsjan]faciatz [faˈsjas]fàcian [ˈfasin]                                          | fage [ˈfadze]fages [ˈfadze]fage [ˈfadze]faguessiam [fageˈsjan]faguessiatz [fageˈsjas]fajon [ˈfadzu]                     | haci [ˈhasi]hàcias [ˈhasjɔs]hàcia [ˈhasjɔ]haciam [haˈsjam]haciatz [haˈsjats]hàcian [ˈhasjɔn]                     | fasa [ˈfazɔ]fasas [ˈfaza]fasa [ˈfazɔ]fasam [faˈzan]fasatz [faˈza]fasan [ˈfazɔ]                                     | faga [ˈfaɣɔ]fagas [ˈfaɣɔs]faga [ˈfaɣɔ]fagam [faˈɣUn]fagatz [faˈɣats]fagan [ˈfaɣɔn]                                               | fague [ˈfage]fagues [ˈfages]fague [ˈfage]faguem [faˈgen]faguetz [faˈges]fagan [ˈfagɔn]                                       | fassa [ˈfasa]fassas [ˈfasas]fassa [ˈfasa]fassam [faˈsam]fassatz [faˈsats]fassan [ˈfasan]                   |
| Subjuntiu imperfet | | | | | | |
| faguèssio [faˈGɛsju]faguèssias [faˈgɛsis]faguèssia [faˈgɛsi]faguessiam [fageˈsjan]faguessiatz [fageˈsjas]faguèssian [faˈpecatɛde g] | faguesse [faˈgese]faguesses [faˈgese]faguesse [faˈgese]faguessiam [fageˈsjan]faguessiatz [fageˈsjas]faguesson [faˈgesu] | hasossi [haˈzusi]hasosses [haˈzuses]hasosse [haˈzuse]hasóssem [haˈzusem]hasóssetz [haˈzusets]hasossen [haˈzusen] | faguèsse [faˈGɛse]faguèsses [faˈgɛse]faguèsse [faˈgɛse]faguèssem [faˈgɛsen]faguèssetz [faˈgɛse]faguèssen [faˈgɛse] | faguèssi [faˈGɛsi]faguèsses [faˈgɛses]faguèsse [faˈgɛse]faguèssem [faˈgɛsen]faguèssetz [faˈconjuntsɛde g]faguèsson [faˈsolɛde g] | faguèsse [faˈGɛse]faguèsses [faˈgɛses]faguèsse [faˈgɛse]faguessiam [fageˈsjan]faguessiatz [fageˈsjas]faguèsson [faˈsolɛde g] | fezés [feˈzes]fezesses [feˈzeses]fezés [feˈzes]fezessem [fezeˈsem]fezessetz [fezeˈConjunts]fesson [ˈfesun] |
| Futur del passat | | | | | | |
| hasori [haˈzuɾi]hasores [haˈzuɾes]hasore [haˈzuɾe]hasórem [haˈzuɾem]hasóretz [haˈzuɾets]hasoren [haˈzuɾen]                          | | | | | | |